# From Ashes to New
From Ashes to New ist eine US-amerikanische Nu-Metal-Band aus Lancaster, Pennsylvania.

## Geschichte

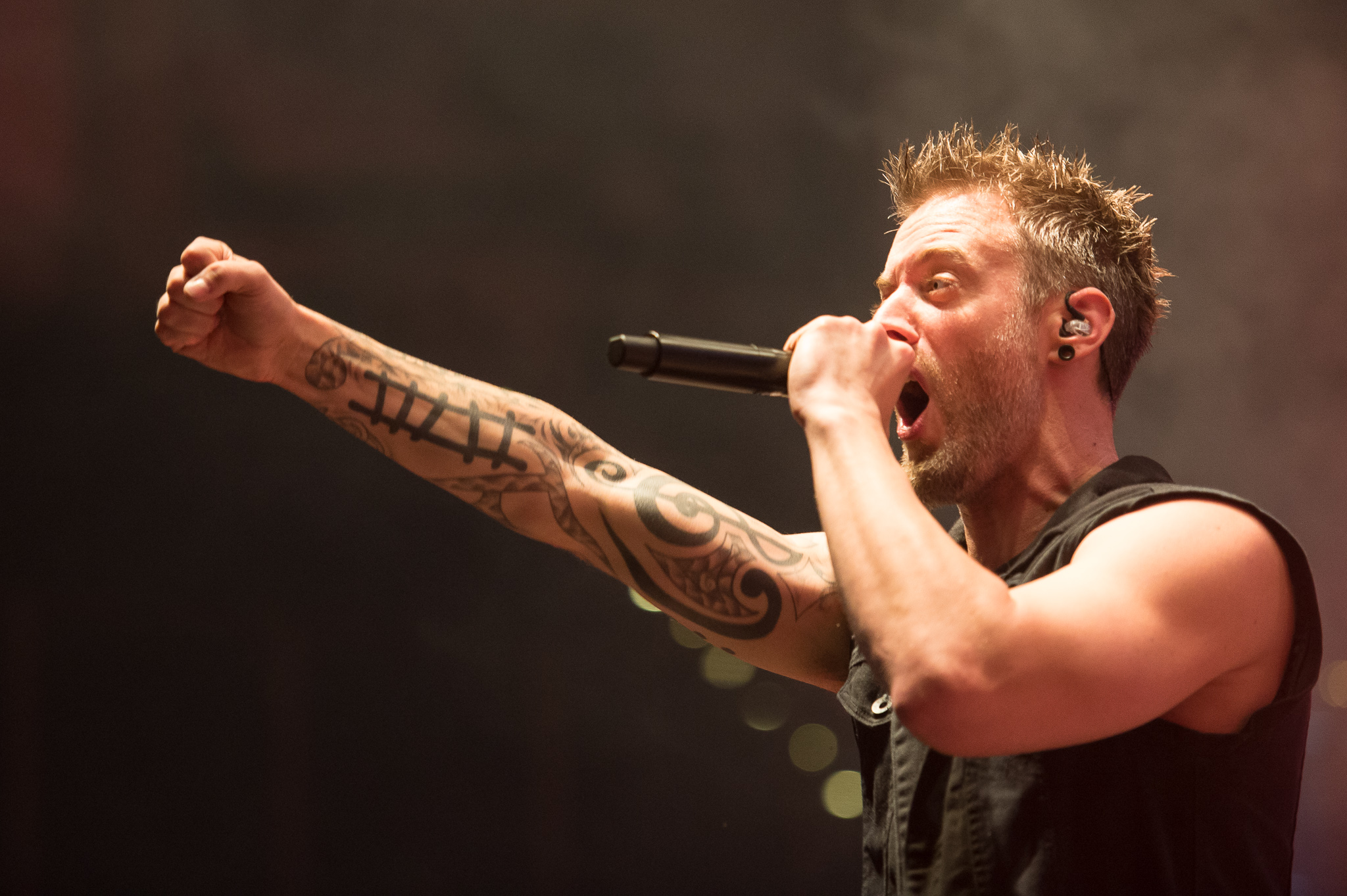
Ex-Sänger Chris Musser

Die Band gründete sich im August 2013 und veröffentlichte noch im Gründungsjahr eine selbstbetitelte EP. Zwei Jahre später folgten mit Downfall eine zweite EP sowie ein Auftritt beim Festival Rock on the Range. Statt des ursprünglichen Schlagzeugers Jon-Mikel Valudes übernahm Tim D’Onofrio den Posten. Die Band wurde vom Plattenlabel Eleven Seven unter Vertrag genommen. Es folgten weitere Besetzungswechsel. Gitarrist Dan Kecki und Bassist Garrett Russell verließen From Ashes to New. Dafür kam mit Lance Dowdie ein neuer Gitarrist in die Band, während Branden Kreider von der Rhythmusgitarre an den Bass wechselte. 
Am 26. Februar 2016 erschien das von Grant McFarland produzierte Debütalbum Day One, welches Platz 53 der US-amerikanischen Albumcharts erreichte. Die Band nahm außerdem das Lied Hail the Crown für das TV-Wrestling-Magazin WWE 205 Live auf. From Ashes to New spielten im Sommer 2016 auf Festivals wie Carolina Rebellion oder dem Download-Festival sowie der Warped Tour 2016. Während die Band ihr zweites Studioalbum schrieb, folgten erneut mehrere Besetzungswechsel. Sänger Chris Musser, Bassist Branden Kreider und Schlagzeuger Tim D’Onofrio verließen die Band. Matt Brandyberry übernahm daraufhin neben dem Rapgesang auch den Bass, dazu kam der ehemalige Trivium-Schlagzeuger Mat Madiro in die Band. 

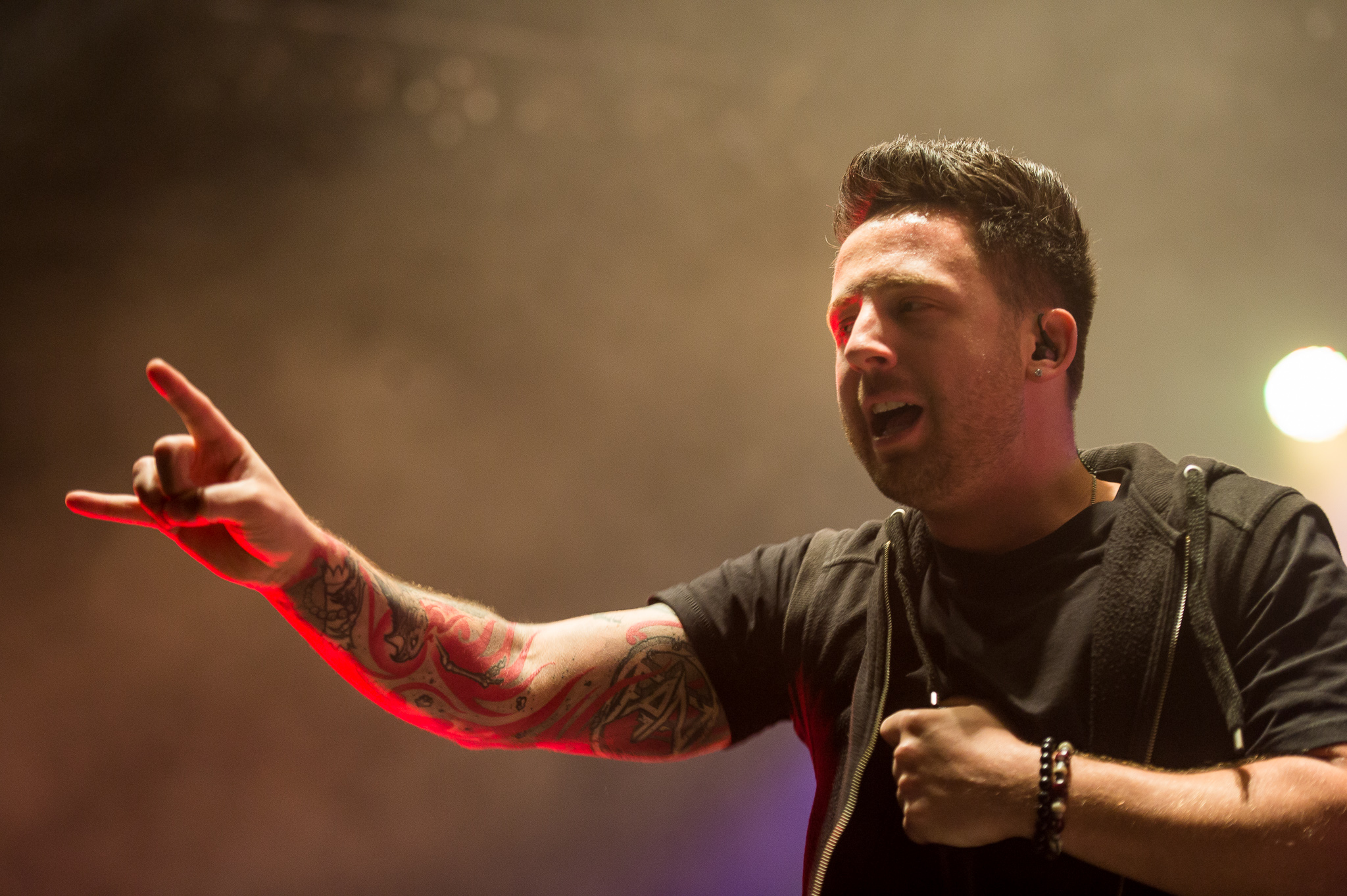
Sänger Matt Brandyberry

Mit dem Sänger Danny Case waren From Ashes to New wieder komplett. Das zweite Studioalbum The Future wurde von Nicholas Furlong, Grant McFarland und Carson Slovak produziert und erschien am 20. April 2018. Das Album erreichte Platz 163 der US-amerikanischen Albumcharts. Es folgten zahlreiche Tourneen im Vorprogramm von Five Finger Death Punch, Papa Roach, Skillet und Ice Nine Kills sowie Auftritte bei den Festivals Rock on the Range, Carolina Rebellion und Louder Than Life. Eine US-Tournee im Vorprogramm von Hollywood Undead und den Bad Wolves musste wegen der COVID-19-Pandemie abgesagt werden.
Am 28. August 2020 erschien das dritte Studioalbum Panic, das von Colin Brittain und Erik Ron produziert wurde. Von dem Lied Scars That I’m Hiding wurden zwei Versionen aufgenommen. Bei der für den Soundtrack des Films The Retaliators aufgenommenen Version ist Anders Fridén von der Band In Flames als Gastsänger zu hören.

## Stil
David Jeffries von Allmusic beschrieb die Musik von From Ashes to New als eine „vielseitige Mischung“ aus Metal, Hip-Hop, Hard Rock und Electroicore. Ronny Bittner vom deutschen Magazin Rock Hard verglich die Band mit Linkin Park und Papa Roach bescheinigte From Ashes to New ein „hohes Ohrwurm-Potential“.

## Diskografie

### Alben
| Jahr | Titel Musiklabel            | Höchstplatzierung, Gesamtwochen, AuszeichnungChartplatzierungen (Jahr, Titel, Musiklabel, Platzierungen, Wochen, Auszeichnungen, Anmerkungen) | Höchstplatzierung, Gesamtwochen, AuszeichnungChartplatzierungen (Jahr, Titel, Musiklabel, Platzierungen, Wochen, Auszeichnungen, Anmerkungen) | Höchstplatzierung, Gesamtwochen, AuszeichnungChartplatzierungen (Jahr, Titel, Musiklabel, Platzierungen, Wochen, Auszeichnungen, Anmerkungen) | Anmerkungen                            |
| Jahr | Titel Musiklabel            | CH | US | Rock | Anmerkungen                            |
| ---- | --------------------------- | --- | --- | --- | -------------------------------------- |
| 2016 | Day One Eleven Seven        | — | US53 (1 Wo.)US | Rock6 (2 Wo.)Rock | Erstveröffentlichung: 26. Februar 2016 |
| 2018 | The Future Eleven Seven     | — | US163 (1 Wo.)US | Rock38 (1 Wo.)Rock | Erstveröffentlichung: 20. April 2018   |
| 2020 | Panic Better Noise Music    | — | — | — | Erstveröffentlichung: 28. August 2020  |
| 2023 | Blackout Better Noise Music | CH98 (1 Wo.)CH | — | — | Erstveröffentlichung: 28. Juli 2023    |

### EPs
- 2013: From Ashes to New
- 2015: Downfall
- 2021: Quarantine Chronicles, Vol. 1
- 2021: Quarantine Chronicles, Vol. 2
- 2021: Quarantine Chronicles, Vol. 3

### Singles
- 2013: My Fight
- 2014: I Will Show You
- 2015: Downfall
- 2015: Through It All
- 2016: Same Old Story
- 2016: Lost and Alone
- 2016: The Last Time (feat. Deuce)
- 2018: Crazy
- 2019: My Name
- 2018: Finally See
- 2018: Broken
- 2018: Make Everything OK
- 2018: Light It Up
- 2018: The Future
- 2018: Pray for Me
- 2020: Panic
- 2020: What I Get
- 2020: Bulletproof
- 2020: Scars That I’m Hiding (feat. Anders Fridén)
- 2022: Blackout
- 2022: Until We Break (feat. Matty Mullins)
- 2023: Nightmare
- 2023: Hate Me Too
- 2023: Armageddon

### Musikvideos
- 2013: Stay This Way
- 2015: Through It All
- 2015: Lost and Alone
- 2016: Breaking Now
- 2017: Lost and Alone (Alternative Version)
- 2018: Crazy
- 2018: Broken
- 2019: My Name
- 2019: Every Second (feat. Eva Under Fire)
- 2020: Panic
- 2020: Scars That I’m Hiding (feat. Anders Fridén)
- 2020: Broken
- 2020: Bulletproof
- 2021: Light Up the Sky
- 2021: Wait for Me (feat. Trevor McNevan)
- 2023: Nightmare
- 2023: Hate Me Too (zwei Versionen)
- 2023: Armageddon

### Beiträge für Soundtracks
| Jahr | Titel  | Soundtrack |
| ---- | ------ | ---------- |
| 2020 | Broken | Sno Babies |